# Yauri
A cidade peruana de Yauri é a capital da província de Espinar, situada no departamento de Cusco, pertencente a região de Cuzco.